# بيل مكارثي (سياسي)
بيل مكارثي هو سياسي أسترالي، ولد في 22 مايو 1923، وتوفي في 25 أبريل 1987. نشط حزبياً في حزب العمال الأسترالي. وقد انتخب عضو الجمعية التشريعية لنيو ساوث ويلز ‏.